# VT Group
VT Group war ein Schiffbauunternehmen mit Sitz in Portsmouth und Southampton.

## Geschichte

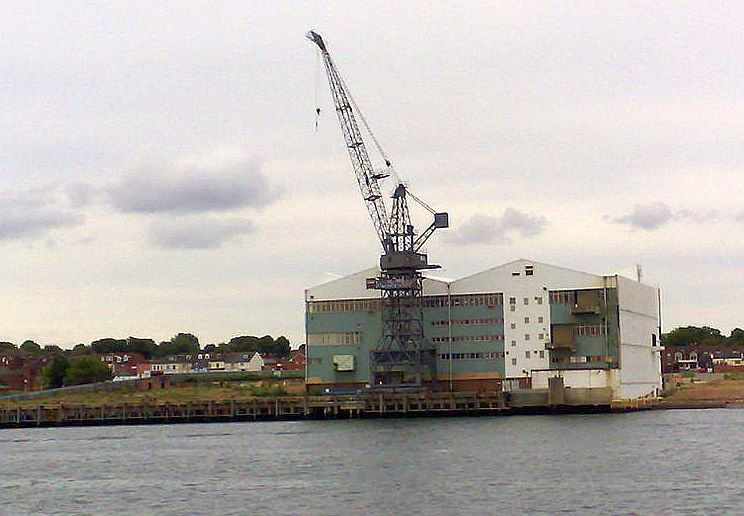
Blick auf die Werfthalle in Woolston

Gegründet wurde das Unternehmen 1966 als Vosper Thornycroft durch den Zusammenschluss der Werft Vosper & Co. in Portsmouth am Solent, mit der in Woolston, Southampton ansässigen Werft John I. Thornycroft & Co. Die ehemalige Vosper-Werft war für ihren Bootsbau bekannt, während Thornycroft für den Bau von Zerstörern und anderen größeren Schiffseinheiten stand.
Man begann mit der Entwicklung von Luftkissenfahrzeugen und stellte 1968 den 75 Tonnen schweren Schiffstyp „Hovercraft VT1“ vor, der Spitzengeschwindigkeiten von 40 Knoten erreichte.
Am 1. Juli 1977 wurde die Werftengruppe in die staatliche British Shipbuilders Corporation eingegliedert. Nach einem Management-Buy-out im Jahr 1985 erfolgte die Reprivatisierung unter dem alten Namen (Margaret Thatcher, britische Premierministerin von Mai 1979 bis November 1990, privatisierte zahlreiche staatliche Unternehmen).
Vosper Thornycroft gelang es bis 2010, auch in wirtschaftlich schlechten Zeiten zu überleben. Man verließ sich nicht allein auf den wechselhaften Markt im Kriegsschiffbau, sondern diversifizierte auch in verwandte Branchen.
Ab 2002 firmierte Vosper Thornycroft als VT Group.
Im Jahr 2010 wurde die VT Group von der Babcock International Group übernommen und die Geschäftsfelder in die Aktivitäten von Babcock integriert. Das war das Ende des eigenständigen Unternehmens VT Group. Zwei Jahre später verkaufte Babcock die militärischen Produktbereiche zusammen mit dem Namen VT Group an den amerikanischen Finanzinvestor „The Jordan Company“. Der Unternehmenssitz wurde in die USA verlegt. Die VT Group wurde 2014 in VTG umbenannt.